# ماركو بانتيليتش
ماركو بانتيليتش (بالسيريلية الصربية: Марко Пантелић) (مواليد 15 سبتمبر 1978 في بلغراد) لاعب كرة قدم صربي يلعب حاليا لصالح نادي أياكس أمستردام الهولندي.

## روابط خارجية
- ماركو بانتيليتش على موقع الاتحاد الدولي (مؤرشف)  (الإنجليزية)
- ماركو بانتيليتش على موقع الاتحاد الأوربي (الإنجليزية)
- ماركو بانتيليتش على موقع قاعدة بيانات كرة القدم.إي يو (الإنجليزية)
- ماركو بانتيليتش على موقع بيانات كرة القدم. دي إي (الألمانية)
- ماركو بانتيليتش على موقع ناشيونال فوتبول تيمز (الإنجليزية)
- ماركو بانتيليتش على موقع Soccerway.com (الإنجليزية)
- ماركو بانتيليتش على موقع عالم كرة القدم.نت (الإنجليزية)
- ماركو بانتيليتش على موقع كووورة
- ماركو بانتيليتش على موقع AS.com (الإسبانية)